# Симеон Андонов
Симеон Андонов, известен и като Симеон Софиянец, е български учител, деец на Българското възраждане

## Биография
Роден е в София. През 1851 година е учител в Батак. Участва в кореспонденцията на Баташката община с Александър Екзарх. Негов ученик в Батак е Никола Ковачовски.
Към 1857-1858 година е учител в Лесковъц. Спомоществувател е за 5 броя на Месецослов или Календар вечний на Пенчо Радов, издаден в Белград през 1857 година. В книгата е отбелязан като „взаимноучителний български учител Симеон Андонович от София“. За издадената в Белград през 1858 година читанка „Пресад мудрости или Собрание поучителны мисли, фолософически разсуждения и оштроумны разсуждения“ на нишкия учител Атанас Петрович, набира над 70 спомоществуватели, включително и 20 ученика. Според Анастас Иширков Андонов учителства „с голям успех“ 12 години в Лесковъц, но напуска поради болест, след което, през 1870 година е заместен от сръбски учител.
През 1878 година е кандидат за член на училищната комисия към новосъздаденото Софийско общинско управление.